# Реактивний опір (психологія)
Реактивний опір — мотиваційний стан, що виникає в ситуації, коли будь-яка зовнішня умова (інша людина, пропозиція або правило) обмежує свободу або створює загрозу обмеження проявів індивідуум. Головне завдання такої поведінки — відновлення втраченої чи обмеженої свободи.
Реактивний опір виникає, коли на людину спричиняють сильний тиск з метою змінити її поведінку, точку зору, ставлення до чогось. Обов'язковою умовою для виникнення цього стану є усвідомлення фактору зовнішнього впливу. Результатом зазвичай стає вибір індивідом забороненого чи обмеженого варіанта, і навіть підвищення його стійкості до переконань.
Цей феномен іноді використовується деякими фахівцями (у сфері реклами, політики, психології) для різноманітних маніпуляцій.
Як приклад можна навести людину, яка регулярно і свідомо порушує громадський порядок з метою чинити опір владі, яка забороняє цей тип дій на законодавчому рівні. Причому цій людині не важливі вигоди, які така поведінка може їй принести, а також вона не замислюється про особисті ресурси, які вона має витратити на цю справу.
Сам термін «реактивний опір» був запозичений із фізики.

## Теорія
Теорія психологічного реактивного опору була розроблена Джеком Бремом пояснення реакції людей на зменшення ступеня особистого контролю над ситуацією. Відповідно до цієї теорії, головне прагнення людини — відновлення цього контролю. Щоразу, коли щось обмежує вибір або позбавляє людини можливості вибрати, виникає потреба збереження свободи. Це змушує людину бажати забороненого об'єкта або недоступної можливості дії значно сильніше, ніж раніше.
Свобода розглядається не як абстрактне поняття, бо як внутрішнє відчуття безлічі можливостей, пов'язаних із реальною поведінкою, діями, емоціями та відносинами. Поведінка вважається вільною, якщо людина реалізує її в теперішньому або очікує, що вона зможе реалізувати її в майбутньому. Будь-яка подія, яка ускладнює здійснення людської волі, яка є загрозою по відношенню до неї.
Особиста воля це вибирати, коли і як керувати своєю поведінкою, і навіть поінформованість про ступінь власної волі, що впливають виникнення психологічної реактивності. Ситуація загрози чи дійсне зменшення поведінкових волі сприймаються людиною як сигнал до дії, виклик. Страх втратити волі може призвести людину до того, що вона спробує цю волю повернути через подолання обмежень та активну протидію впливу, який на неї чиниться
У цьому важливо згадати, що феноменологія реактивності передбачає, що людина може знати про  існування даного явища. Коли люди обізнані у тому, що у них виникло реактивне опір, всі вони можуть виявляти велику самостійність у формуванні подальшого поведінки. Іншими словами, якщо людина відчуває, що вона має можливість робити те, що хоче, то не виникає необхідності робити щось небажане для себе, що спростовує чужу думку, правило або дію.

## Експериментальні дослідження
Ключові дослідження, створені задля вивчення даного феномену, наведено нижче.
Перший експеримент був проведений Хаммоком та Бремом (1966). Ними досліджувався внесок гендерних відмінностей у цей феномен. У результаті дослідження було показано, що чоловіки найбільше хотіли отримати саме ту річ, яка була для них недоступна. У той самий час в жінок не було виявлено даного феномену у поведінці, не зважаючи на те, що їх позбавили волі вибору, цей ефект зовсім на них не діяв.
В 1981 році Бремом було проведено дослідження реактивності та привабливості недоступних об'єктів у дітей. Досліджувалися статеві особливості проявів цього феномену. Дослідження показало, як діти реагують на цю ситуацію недоступності об'єкта і що у дітей також є думки на кшталт «у сусіда трава зеленіша». Також була показана здатність дітей заспокоюватися з недоступністю об'єкта у випадку, якщо дитина знецінює недоступні для нього речі. Ця робота доводить, що у разі, коли діти не мають бажаного, вони відчувають сильні емоційні переживання, оскільки знають існування об'єкта, який вони можуть отримати у своє розпорядження.
Гейлман (1976) провела експеримент, у якому перехожому на вулиці пропонувалося підписати певну петицію, причому під час процедури підписання випробувані стикалися з різними за рівнем перешкодами у цьому процесі. Результат виявився таким: чим інтенсивнішими були спроби перешкоджати індивідам у підписанні петиції, тим більшою ймовірністю вони схилялися до того, щоб її підписати.
Міллер із колегами у 2007 році провели дослідження, в якому вивчався вплив формулювання повідомлення на сприйняття інформації. Повідомлення, яке пред'являлося випробуваним, було присвячене турботі про своє здоров'я. Було показано, що якщо повідомлення закінчувалося фразою, спрямованою на відновлення свободи, сенс якої полягав у праві кожного вибирати, чи слідувати надалі цим порадам і як проживати власне життя, то реактивний опір у читачів зменшувалася. Також було виявлено, що конкретні повідомлення, які сформульовані з використанням найменшої кількості контролюючих слів, запам'ятовувалися і сприймалися набагато краще за абстрактні.